# Мышенки (Московская область)
Мышенки — деревня в Дмитровском районе Московской области, в составе городского поселения Яхрома. Население — 11 чел. (2010). До 2006 года Мышенки входили в состав Подъячевского сельского округа.

## Расположение
Деревня расположена на юго-западе центральной части района, примерно в 6 км на юго-запад от города Яхромы, на суходоле, высота центра над уровнем моря 212 м. Ближайшие населённые пункты — Попадьино на западе, Ольгово на северо-западе и Жуково на северо-востоке.

## Население
| 2002 | 2006 | 2010 |
| ---- | ---- | ---- |
| 3    | ↗4   | ↗11  |